# Radio Nuova Trieste
Radio Nuova Trieste è stata un'emittente radiofonica con sede a Trieste.
Nata nel 1985 su spinta dell'allora vescovo triestino Mons. Lorenzo Bellomi, è stata per quasi quarant'anni la radio della Diocesi di Trieste.
Per molti anni fu ospitata negli spazi di via Vasari 1, trovando poi una nuova collocazione nel seminario vescovile di via Pasquale Besenghi 16.
Inizialmente utilizzava le frequenze di 93,3 e 97,3 MHz; il 97,3 venne in seguito abbandonato per delle problematiche relative a delle sovrapposizioni di segnale.
Venne perciò utilizzata la frequenza 104,1, e successivamente confermata dal Ministero delle poste e delle telecomunicazioni.
Il palinsesto dava ampio spazio all'approfondimento religioso e sociale riguardante in particolar modo la città ove la radio aveva sede.
L'11 febbraio 2025 la Diocesi di Trieste comunica l'impossibilità di continuare a sostenere finanziariamente l'associazione Radio Nuova Trieste. Le trasmissioni dell'emittente sono terminate alle 23:59 del 21 marzo 2025. Subito dopo sulle stesse frequenze ha cominciato ad essere trasmessa la programmazione di InBlu.